# San Clemente (Chili)
San Clemente is een gemeente in de Chileense provincie Talca in de regio Maule. San Clemente telde 43.269 inwoners in 2017 en heeft een oppervlakte van 4504 km².